# ۶۲۹ (خورشیدی)
۶۲۹ ششصد و بیست و نهمین سال هجری خورشیدی است.